# Apochima
Apochima là một chi bướm đêm thuộc họ Geometridae.

## Các loài
- Apochima diaphanaria (Püngeler, 1904)
- Apochima flabellaria (Heeger, 1838)
- Apochima juglansiaria (Graeser, 1888)
- Apochima rjabovi (Wehrli, 1936)